# Etno Selo Stanišić

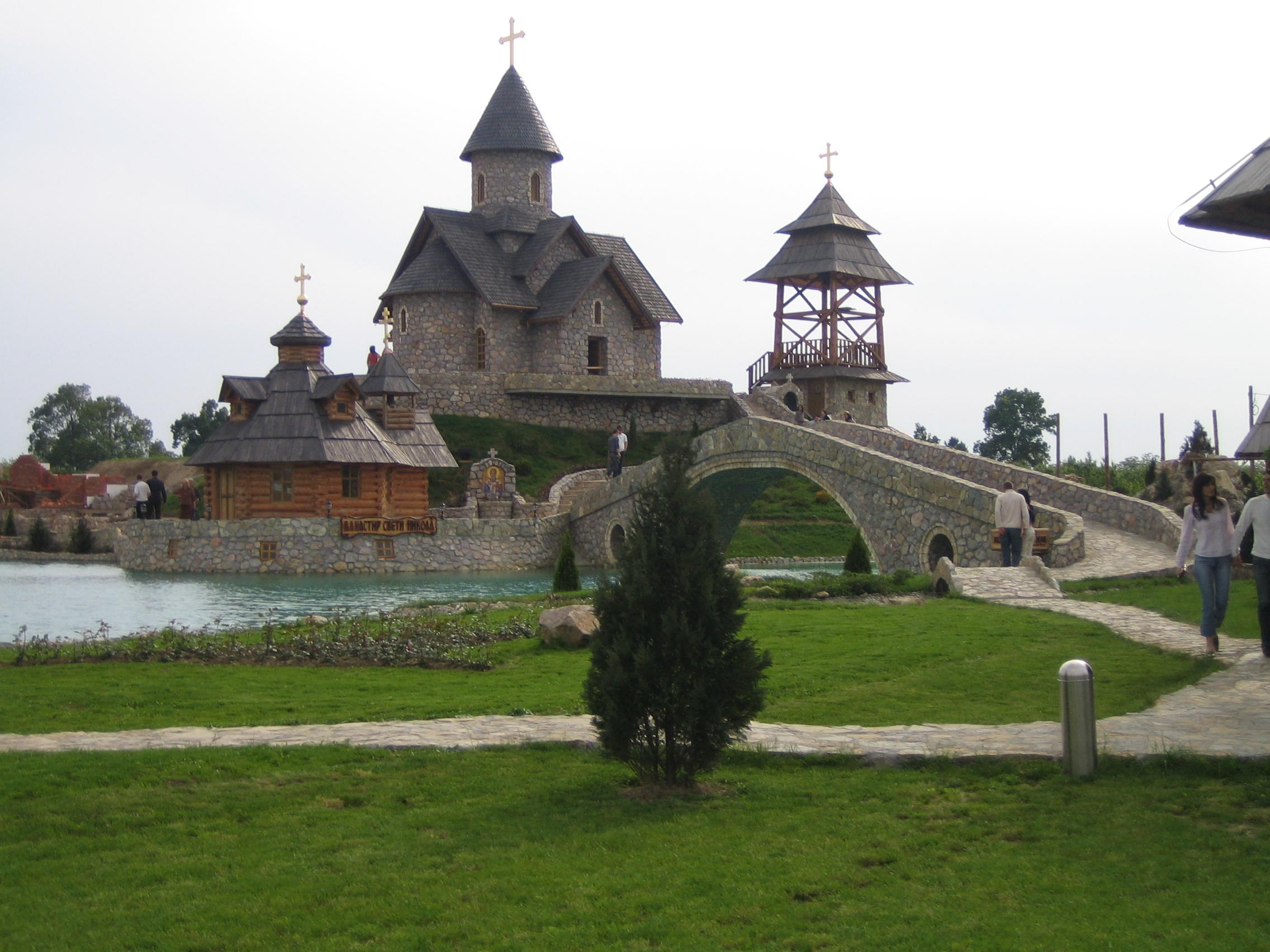
Ethno-Dorf Stanišić

Das Etno Selo Stanišić (Ethno-Dorf Stanišić) ist ein Freilichtmuseum, Landschaftsgarten und Resort welches 2003 von Boris Stanišić gegründet wurde und seitdem von ihm, seiner Frau und seinen fünf Söhnen kontinuierlich erweitert und ausgebaut wird.
Boris Stanišić (* 22. Mai 1960) ist ein Geschäftsmann und Präsident des FK Zvijezda 09.
Das Dorf ist im traditionellen Serbischen Stil errichtet. Dafür sammelte Stanišić altertümliche Gegenstände, die vor allem aus Zentralbosnien und Ostbosnien stammen. Die Werkzeuge, die er gesammelt hatte, haben alle ihren Ursprung im 19. und 20. Jahrhundert.
In Bosnien-Herzegowina, Kroatien und Serbien gibt es einige Ethno-Dörfer, doch was an diesem so einzigartig ist, ist, dass es mit der Umgebung nicht richtig harmoniert, da es auf dem Ebenengebiet der Semberija erbaut wurde. Das Ethno-Dorf Stanišić befindet sich ca. 5 km von Bijeljina entfernt, Richtung Pavlović Most, d. h. in der Nähe zur serbischen Grenze.

## Entstehung
Während seiner Reisen in Zentralbosnien fand Boris Stanišić viele verwendbare Dinge. Da er ein gläubiger Serbe ist und das Ethno-Dorf in einer von meist serbischen Bewohnern besiedelten Gegend liegt, wollte er zeigen, dass Religion vor der Kommunismuszeit in Bosnien und Herzegowina ein wesentlicher Bestandteil des gesellschaftlichen und bürgerlichen Lebens war, und so entschloss er sich, eine serbisch-orthodoxe Kirche und Kapelle bauen zu lassen, sowie einen Trinkbrunnen mit dem Abbild eines Heiligen. In der Mitte der Kapelle befindet sich eine quaderförmige Vertiefung gefüllt mit Wasser, in die Gläubige und Touristen Münzen werfen können.
In der zweiten Ausbauphase wurde das Hotel Pirg errichtet, das viele komfortable Zimmer sowie Konferenzräume bietet.
Inzwischen wurde auch schon mit der dritten Ausbauphase begonnen und Teile davon eröffnet. Des Weiteren entsteht ein Kindervergnügungspark, ein großer dritter Teich, auf dem sich ein Schiff mit einer Richtungsanzeige ‚Australien‘ befindet.

## Sehenswürdigkeiten
Das Ethno-Dorf repräsentiert zwei Seiten der alten bosnischen Architektur: Als erstes die Holzhütten und Boote, die den hölzernen Baustil symbolisieren, der früher in Bosnien und Herzegowina stark verbreitet war, da das Land reich an Wäldern ist; dann die Bauweise mit Steinen, wie die Steinwege, Open-Air Arena und Brunnen.
Das Ethno-Dorf fasziniert nicht nur durch die traditionelle Architektur, sondern auch durch das kulinarische Angebot in den Restaurants und Bars, in denen auch traditionelle Speisen angeboten werden. Auch die Kellner und Kellnerinnen sind traditionell bosnisch gekleidet. Das Hauptrestaurant heißt Konoba.
Das Etno Selo hat auch zwei Teiche mit Gänsen und Enten. Zudem kann man in Ruderbooten auf den Teichen fahren.

### Parkeisenbahn

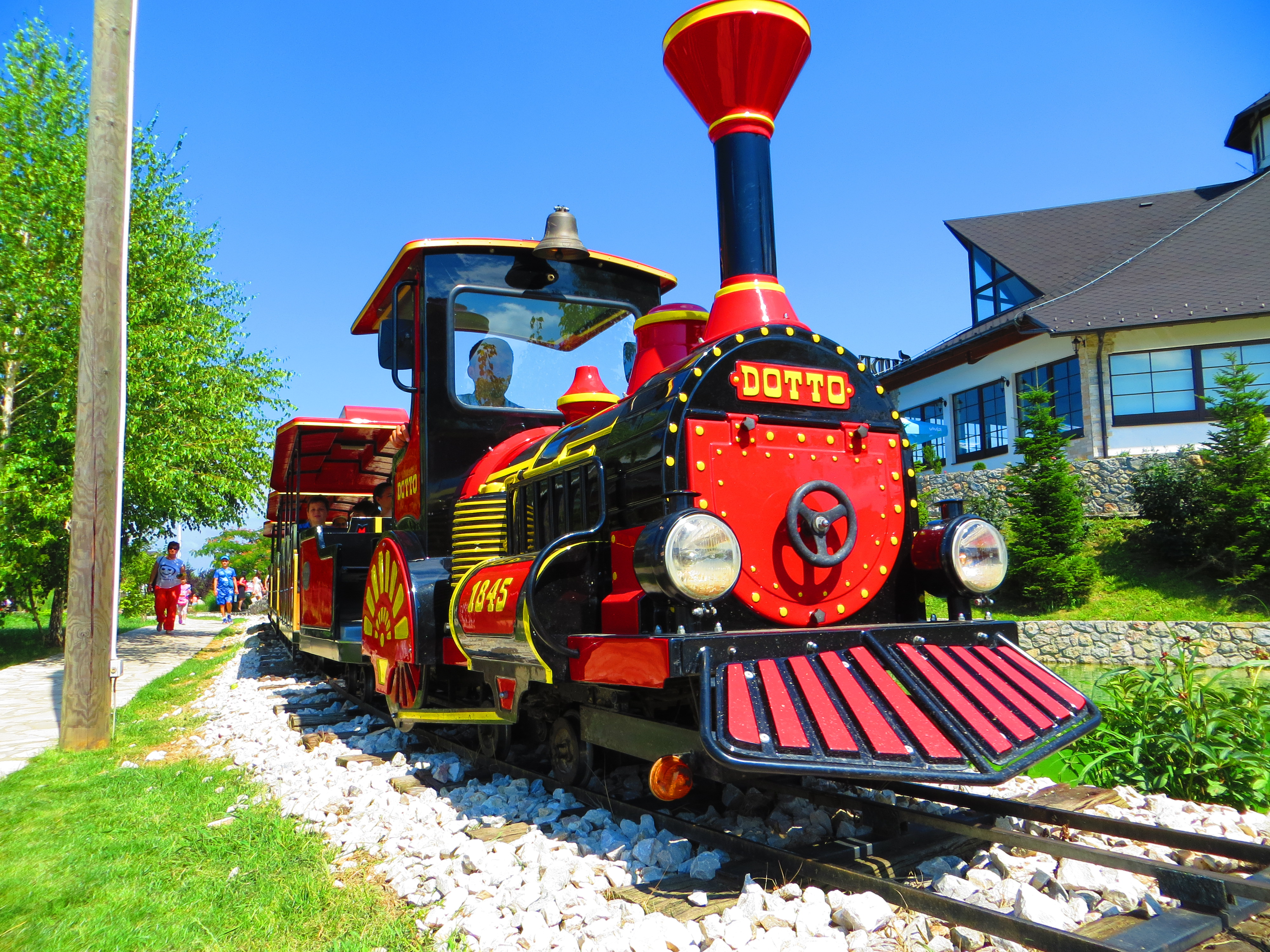
Parkeisenbahn im Ethno Village Stanišići

Vom Bahnhof Podlugovi aus kann mit einer Parkeisenbahn eine Reise durch das Areal unternommen werden. Den Namen Podlugovi wählte Stanišići, weil er dort als Gymnasiast mehrmals übernachtete, wenn er den Schnellzug verpasst hatte. Es handelt sich aber nicht um eine originalgetreue Nachbildung des Bahnhofs. Nachdem die Schmalspurbahn nach Bijeljina am 26. Mai 1979 stillgelegt worden war, ist im Park wieder eine kleine Eisenbahn entstanden. Der elektrische betriebene Kleinzug ist eine Attraktion, die um den See, durch Tunnel und Brücken fährt. Die Stromzuführung erfolgt mittels einer vergleichsweise seltenen Antriebstechnik über eine Stromschiene in der Gleismitte.

## Auszeichnungen
- 2006: Boris Stanišić wird Manager des Jahres
- 2006: Goldene Rose für Tourismus
- 2006: Goldene Medaille für Restaurant „Konoba“
- 2007: Goldene Medaille für Gastfreundschaft
- 2007: Goldene Medaille für Appartementsiedlung
- 2007: Goldene Rose für Tourismus
- 2007: Goldene Münze für Komfort in den Appartements
- 2008: Goldene Rose und Münze
- 2008: Teilnahme am Kongress von Novi Sad für mittelgroße Hotels
- 2009: Eröffnung der Sommersaison Tourismus von Bosnien und Herzegowina

## Erfolge und Visionen
Zu den Erfolgen zählen die Auszeichnungen, die Beliebtheit, der Fortschritt und die steigende Besucherzahl.
Insgesamt besuchten 2008 rund 600.000 Menschen das Etno Selo Stanišić, und es werden ständig mehr. Mit den neuen Touristenattraktionen der 3. Ausbauphase will man die Besucherzahl noch weiter steigern.